# Не-философия
Нефилософия (фр. Non-philosophie) — концепция, которую популяризировал французский философ Франсуа Ларюэль в XX веке.

### Предшественники
Немецкий философ Адам Карл Август фон Эшенмайер одним из первых разработал ранний подход к философии, названный нефилософией. Он определил это как своего рода озарение, благодаря которому достигается вера в Бога, которую невозможно достичь через интеллектуальные усилия. Он привнес эту склонность к мистицизму в свои исследования и это повлияло на его глубокий исследовательский интерес к явлениям магического магнетизма . В конце концов он яро уверовал в демоническую и духовную одержимости; и все его более поздние произведения сильно пропитаны сверхъестественным . Ларюэль говорит об Эшенмайере так: «Это разрыв с философией и ее систематическим аспектом во имя страсти, веры и чувства».
Японский философ школы Киото Хадзимэ Танабэ выдвигал еще одно схожее понятие не-философии в труде 1945 года «Философия как метаноэтика» . Опираясь на ранние исследования западной философии, он черпал вдохновение в одной из школ буддизма, чтобы создать «философию, которая не является философией», в которой ограничения спекулятивного разума были бы признаны и преодолены, избегая как идеализма, так и материализма . Его метод опирался на идеи Канта: необходимость осознать кризис разума в его антиномии и последующей попытке его преодоления через метанойю. Хадзимэ подчеркивал не-философию (" метаноэтику "), определяемую не «само-силой» философа, а посреднической «Чужой-силой» (или «абсолютным ничто»), посредством которой философствование может стать по-новому возможным.

### Не-философия по Ларюэлю
Ларюэль утверждает, что все формы философии (от античной до аналитической философии, деконструкции и т. д.) структурированы вокруг предшествующего философского решения и остаются принципиально слепыми к этому решению. «Решение», которое здесь интересует Ларюэля, — это диалектическое разделение мира с целью его философского осмысления. В истории философии мы можем найти достаточное количество таких различий, например различие Иммануила Канта между синтезом многообразных чувственных впечатлений и способностями к рассудку; разделение проведенное Мартином Хайдеггером между онтическим (что есть) и онтологическим (бытие того, что есть); и понятие различия/присутствия Жака Деррида . Причина, по которой Ларюэль находит это решение интересным и проблематичным, заключается в том, что само философское решение невозможно понять философски, не внося дальнейшего разделения.
Понятие перформативности (заимствовано из теории речевых актов) является центральным в идее не-философского субъекта. Ларюэль считает, что как философия, так и не-философия перформативны. Однако, не-философия в своей перформативности разрушает диалектическое различие (присутствующее в философии) между теорией и действием, в отличие от философии, которая лишь перформативно легитимирует структуру принятия решений, которую она сама не может полностью постичь. В этом смысле не-философия радикально перформативна, поскольку теоремы, выдвигаемые в соответствии с её методом, представляют собой полноценные научные действия. Таким образом, не-философия понимается как строгая и научная дисциплина.
Как говорит Рей, между нефилософией Ларюэля и философией, выстраиваются отношения аналогичные, как между неевклидовой геометрией и трудами Евклида. Он особенно расходится с такими философским наследникам Жака Лакана, как Ален Бадью .
Исследователь Ларюэля Экин Эркан, объясняя систему Ларюэля, отмечает, что "«не-философия» […] отходит от метафизического принципа разделения мира на бинарные оппозиции, возможно, воплощенные в формообразующем разделении на «универсалии» и «части» в «Трансцендентальной дедукции» Канта. Метод Ларюэля также отвергает «событийную» природу Бытия, описанную Хайддеггером […] Единое «Ларюэля понимается как родовая идентичность — идентичность / общность, которая переворачивает с ног на голову классическую метафизику, найденную в бастионах философии (линия, идущая от Платона до Бадью), где трансцендентное понимается как необходимое условие для обоснования реальности.»

### Роль субъекта
Структура решения философии постигается субъектом не-философии. Понятие «субъекта» у Ларюэля здесь не то же самое, что субъект, в пространстве субъект-объект, оно также отлично от философского понятия субъективности. Напротив, это функция схожа с той, что мы встречаем в математике .
Ларюэль далее утверждает, что сам метод, которым пользуется философия, в качестве своего решения, можно понять только нефилософски. В этом смысле не-философия — это наука о философии. Не-философия не является метафилософией, поскольку, как отмечает исследователь Ларюэля Рэй Брассье, «философия уже метафилософична благодаря рефлексивности в своей конституции». Брассье также определяет не-философию как «теоретическую практику философии, исходящую из трансцендентальных аксиом и создающую теоремы, которые философски не поддаются интерпретации». Причина, по которой аксиомы и теоремы не-философии не поддаются философской интерпретации, заключается в том, что, как уже говорилось выше, философия не может постичь ее собственную структуру принятия решений так, как это выходит за рамки ее само-рефлексивной структуры, что оказывается доступным в науке о философском решении — нефилософии.
Роль субъекта является важнейшей частью не-этики Ларюэля и его политической системы. "Проблематизируя то, что он называет «государственным идеалом» или «унитарной иллюзией» — будь то негативная (Гегель) или позитивная (Ницше) — Ларюэль подвергает сомнению «раскол» субъекта меньшинства, который, как он утверждает, является «симптомом» западной диалектической практики. В противовес кантовским первопринципам, на которых основывается как континентальная, так и аналитическая философия, Ларюэль пытается набросать «реальную критику разума», которая определяется сама по себе и через себя; поскольку это связано с «не-этикой», это связано с отказом от давней практики изучения государства с точки зрения паралогизма самого государства.

### Радикальная имманентность
Радикально перформативный характер субъекта не-философии был бы бессмысленным без идеи радикальной имманентности . Имманентность в философии обычно определяется как любой философский аргумент или убеждение, которое сопротивляется трансцендентному разделению между миром и каким-либо другим принципом или силой (например, богом-творцом). По мнению Ларюэля, децентрализованность философии, приводит к тому, что радикальная имманентность в ней невозможна, поскольку всегда происходит некое непостижимое разделение. Напротив, не-философия аксиоматически развертывает имманентность как нечто, что бесконечно концептуализируется субъектом нефилософии. Именно это Ларюэль подразумевает под «радикальной имманентностью». Фактическая работа субъекта не-философии заключается в применении своих методов к сопротивлению радикальной имманентности, которое обнаруживается в философии.

### Без-философии
В «Новом изложении не-философии» (2004) Франсуа Ларюэль пишет:
Я вижу не-философов по-разному. Я вижу их, в том числе, как студентов, как того от них требует мирская жизнь, но прежде всего как людей, соотносящихся с тремя фундаментальными типами личности: аналитиком и политическим активистом, поскольку не-философия близка к психоанализу и марксизму — она преобразует субъекта, преобразуя примеры философии. Но они также связаны с тем, что я бы назвал «духовным» типом личности, который ни в коем случае нельзя путать со «спиритуализмом». Духовные люди — это не спиритуалисты. Они — великие разрушители сил философии и государства, которые объединяются во имя порядка и соответствия. Духовные люди обитают на задворках философии, гностицизма, мистицизма и даже институциональной религии и политики. Духовные люди — это не просто абстрактные, пассивные мистики; они за мир. Вот почему спокойной дисциплины недостаточно, потому что человек вовлечён в мир как предпосылка, определяющая его. Таким образом, не-философия также связана с гностицизмом и научной фантастикой; Она отвечает на его фундаментальный вопрос, который отнюдь не является главной заботой философии: "Нужно ли спасать человечество? И как? И это также закрывает себя от духовных революционеров, таких как Мюнцер и некоторые мистики, находящиеся на грани ереси. В конечном счете, является ли не-философия чем-то иным, кроме возможности для эффективной утопии?
Среди первых членов sans-philosophie («без философии») были те, кто включен в сборник, опубликованный в 2005 году издательством L’Harmattan: Франсуа Ларюэль, Джейсон Баркер, Рэй Брассье, Лоран Карраз, Хьюз Шоплин, Жак Колетт, Натали Депраз, Оливер Фелтхэм, Жиль Греле, Жан-Пьер Фай, Жильбер Оттуа, Жан-Люк Ранну, Пьер А. Риффар, Сандрин Ру и Жорданко Секуловски.